# Jamilhio Rigters
Jamilhio Rigters (Paramaribo, 11 november 1999) is een Surinaams voetballer. Hij speelt voor SV Robinhood en in het Surinaamse voetbalelftal.

## Carrière
Jamilhio Rigters speelt sinds medio 2018 als aanvallend middenvelder voor SV Robinhood. Zijn favoriete rol is linksbuiten, maar hij speelt ook wel rechtsbuiten. In 2019 speelde hij met zijn team in de CONCACAF League. Aanvankelijk wist Robinhood nog tegen AS Capoise uit Haïti te winnen, maar strandde na twee fatale fouten op 28 augustus 2019 tegen Club Atlético Independiente de La Chorrera uit Panama.
Hij speelde in 2018 in het Surinaamse voetbalelftal U-20 tijdens de CONCACAF U-20 Championships. Op 1 november 2018 maakte hij een van de doelpunten in de wedstrijd tegen de Amerikaanse Maagdeneilanden die met 13-1 werd gewonnen.
Hij speelt sinds 2022 bij de senioren. Naast vriendschappelijke wedstrijden tegen landen in de regio en op 26 september 2022 tegen PEC Zwolle speelde hij dat jaar in de CONCACAF Nations League.
Sinds februari 2025 komt hij uit voor Cavalier FC uit Jamaica.